# قلمرو تاکاسو
قلمرو تاکاسو (به ژاپنی: 高須藩, Takasu-han)، یک هان (ژاپن) در ولایت مینو امروزه در کایزو، گیفو بود. در بیشتر تاریخ خود، توسط تاکاسو-ماتسودایرا، شاخه ای از خاندان توکوگاوا قلمرو اُواری اداره می‌شد.